# Urea (minerale)
L'urea CO(NH2)2 è un minerale composto da urea (diammide dell'acido carbonico), appartenente alla classe dei Composti Organici. Il nome deriva dalla parola greca οὐρά (urina) nella quale il composto è stato scoperto per la prima volta. Il minerale è stato scoperto nel 1973 durante il riesame di campioni raccolti agli inizi del XX secolo nei pressi di Toppin Hill, a circa 300 km a nord-est di Kalgoorlie, nell'Australia Occidentale.

## Morfologia
Nell'olotipo l'urea si presenta in piccoli cristalli piramidali.

## Origine e giacitura
L'urea si origina dal guano e dall'urina dei pipistrelli che in ambiente arido può seccare rapidamente senza decomporsi. Questo minerale è molto solubile in acqua e non si altera solo in presenza di un clima molto arido; difatti, oltre alla località tipo nel deserto australiano, è stata trovata soltanto in Arabia Saudita. L'urea nell'olotipo è stata trovata associata ad aftitalite, weddellite e fosfammite.